# Nishiuchi Mariya
Nishiuchi Mariya (西内まりや Tây Nội Mã Lệ Á) (sinh ngày 24 tháng 12 năm 1993) là nữ diễn viên, ca sĩ và người mẫu Nhật Bản.

## Tiểu sử
Nishiuchi Mariya sinh ngày 24 tháng 12 năm 1993 tại thành phố Fukuoka thuộc tỉnh Fukuoka của Nhật Bản. Do sinh vào đúng dịp Lễ Giáng Sinh nên cô được đặt cho cái tên khá Tây là Mariya. Cô có một người chị gái, đồng thời cũng là "Nữ hoàng sắc đẹp" Nishiuchi Hiro.
Khi đang học năm 2 trung học cơ sở, Mariya đã cùng gia đình chuyển đến sống ở Tokyo. Đến năm cấp 3, cô theo học tại trường Horikoshi Gakuen. Tuy nhiên, sau tin đồn tình cảm với bạn diễn, đồng thời cũng là bạn học cùng trường Yamada Ryosuke, cô đã chuyển sang trường nữ sinh Yakumo Gakuen và tốt nghiệp trung học tại đây.

## Người mẫu
Tháng 7 năm 2007, Nishiuchi Mariya trở thành người mẫu độc quyền của tạp chí nicola - một tạp chí dành cho thanh thiếu niên từ 13 đến 17 tuổi của Nhật. Cô đã từng xuất hiện trên bìa tạp chí này đến 11 lần. Tháng 5 năm 2010, khi cô 17 tuổi, Mariya rời khỏi nicola và trở thành người mẫu độc quyền cho tạp chí Seventeen - tạp chí dành cho tuổi teen bán chạy nhất Nhật Bản.

## Diễn viên lồng tiếng
Năm 2007, Mariya đã được chọn ra từ 5104 ứng cử viên để tham gia lồng tiếng cho nhân vật nữ anh hùng Lyra Belacqua trong bộ phim điện ảnh "The Golden Compass".
Năm 2012, một lần nữa Mariya xuất hiện với vai trò là diễn viên lồng tiếng cho nhân vật Marin trong bộ phim hoạt hình nổi tiếng của Nhật "One Piece Film Z".

## Diễn viên

### Phim điện ảnh
- 2015: Rein Tsuri no Kuni vai Hitomi Rika

### Phim truyền hình
| Năm  | Tên phim                        | Vai diễn                 | Đài         |
| ---- | ------------------------------- | ------------------------ | ----------- |
| 2008 | Seigi no Mikata                 | Moriyama Chika           | Nippon TV   |
| 2008 | Scrap Teacher                   | Ueno Mariya              | Nippon TV   |
| 2010 | Sayonara, Aruma                 | Takahashi Hiroko         | NHK         |
| 2011 | Switch Girl!!                   | Tamiya Nika              | Fuji TV Two |
| 2012 | GTO                             | Katsuragi Miki (lớp 2-4) | KTV         |
| 2012 | GTO Aki mo Oni Abare Supesharu! | Katsuragi Miki (lớp 2-4) | KTV         |
| 2012 | Switch Girl!! 2                 | Tamiya Nika              | Fuji TV Two |
| 2013 | GTO SP 2 ~ New Year Special     | Katsuragi Miki           | KTV         |
| 2013 | GTO SP 3 ~ Graduation Special   | Katsuragi Miki           | KTV         |
| 2013 | Yamada-kun to 7-nin no Majo     | Shiraishi Urara          | Fuji TV     |
| 2014 | Smoking Gun                     | Ishinomaki Sakurako      | Fuji TV     |
| 2015 | Kabuki mono Keiji               | Maeda Sano               | NHK         |

## Chương trình tạp kỹ

### Thành viên
- Pikaru no Teiri (11 tháng 4 năm 2012 - 4 tháng 9 năm 2013, Fuji TV)

### Khách mời
| Năm  | Tên chương trình                        | Đài       |
| ---- | --------------------------------------- | --------- |
| 2011 | *KIKA★KNIGHT                            | Fuji TV   |
| 2012 | Catherine 3                             | Fuji TV   |
| 2013 | Morita Kazuyoshi Awā Waratteītomo!      | Fuji TV   |
| 2014 | World Best of Picture Show Top Research | Fuji TV   |
| 2014 | Oja MAP!!                               | Fuji TV   |
| 2014 | SMAP×SMAP                               | Fuji TV   |
| 2014 | Saturday Night Chubaw!                  | TBS       |
| 2014 | Wara ga mi-sama wa totsuzen ni...       | Nippon TV |
| 2014 | King's Brunch                           | TBS       |
| 2014 | WADAI no Ōkoku                          | TBS       |
| 2014 | Ultra-popular legal consulting firm     | Nippon TV |
| 2014 | GeeBee                                  | TNC       |
| 2014 | Merenge no Kimochi                      | Nippon TV |
| 2014 | Bankuruwase                             | Fuji TV   |
| 2014 | Night Shuffle                           | FBS       |
| 2014 | Kisumai BUSAIKU!?                       | Fuji TV   |
| 2014 | Uchikuru!?                              | Fuji TV   |
| 2015 | Shimura Ken no Bakatonosama             | Fuji TV   |
| 2015 | Shabekuri 007                           | Nippon TV |
| 2015 | Za! Sekai gyoten nyusu                  | Nippon TV |
| 2015 | JOUNETSU - TAIRIKU                      | TBS       |

## Ca sĩ

### Đĩa đơn
| STT | Ngày phát hành      | Tựa đề             | Xếp hạng cao nhất | Hình thức                                        | Phiên bản          | Phát hành    |
| --- | ------------------- | ------------------ | ----------------- | ------------------------------------------------ | ------------------ | ------------ |
| 1   | 20 tháng 8 năm 2014 | LOVE EVOLUTION     | 19                | CD DVD Seventeen Supervision Original Style Book | Phiên bản giới hạn | SONIC GROOVE |
| 1   | 20 tháng 8 năm 2014 | LOVE EVOLUTION     | 19                | CD DVD                                           | Phiên bản thường   | SONIC GROOVE |
| 1   | 20 tháng 8 năm 2014 | LOVE EVOLUTION     | 19                | CD                                               | Phiên bản thường   | SONIC GROOVE |
| 2   | 28 tháng 1 năm 2015 | 7 WONDERS          | 13                | CD DVD Mini Photo Book                           | Phiên bản giới hạn | SONIC GROOVE |
| 2   | 28 tháng 1 năm 2015 | 7 WONDERS          | 13                | CD DVD                                           | Phiên bản thường   | SONIC GROOVE |
| 2   | 28 tháng 1 năm 2015 | 7 WONDERS          | 13                | CD                                               | Phiên bản thường   | SONIC GROOVE |
| 3   | 6 tháng 5 năm 2015  | Arigato Forever... | -                 | CD DVD Mini Photo Book                           | Phiên bản giới hạn | SONIC GROOVE |
| 3   | 6 tháng 5 năm 2015  | Arigato Forever... | -                 | CD DVD                                           | Phiên bản thường   | SONIC GROOVE |
| 3   | 6 tháng 5 năm 2015  | Arigato Forever... | -                 | CD                                               | Phiên bản thường   | SONIC GROOVE |

## Giải thưởng
- Japan Record Awards lần thứ 56 dành cho Tân binh nổi bật và Nghệ sĩ mới xuất sắc nhất
- Japan Cable Awards lần thứ 47 dành cho Tân binh xuất sắc nhất

## Quảng cáo
- LOTTE Fit's (cùng với Sasaki Nozomi)
- Trung tâm thời trang Shimamura
  - Sorridere
- Veet
- Manue
- Sô-cô-la Meiji
- Dược phẩm Kobayashi